# MAGISTER NEGI MAGI 魔法先生ネギま!
『MAGISTER NEGI MAGI 魔法先生ネギま!』（マギステル ネギ マギ まほうせんせいネギま!）は、2007年10月から2008年3月までテレビ東京系列で放送されたテレビドラマ。赤松健の漫画『魔法先生ネギま!』を原作としている。テレビ放映分は全25話で、未放映分を加えると全26話になる。なお、番組名の呼称には揺れが存在するが、本記事および関連ページにおいては、商品名など特別な場合を除き、便宜上『MAGISTER NEGI MAGI 魔法先生ネギま!』と表記する。

## 概要
ストーリーは概ね原作を元にしているが、独自の設定も多く、後半はドラマオリジナルの展開となっている。ドラマでの設定については、原作の舞台は中学校だが本作品では高校であること、クラスメイト同士の名前の呼び方が異なるなどの相違がある。少年であるネギは女性が演じており、カモはネギの服についているワッペンとなっている。魔法にはCGが使用されている。制作は『牙狼-GARO-』などを手掛けたディープサイドが担当しており、ワイヤーアクションも多用している。

## キャスト
- ネギ・スプリングフィールド - 柏幸奈
- アルベール・カモミール（カモ）の声 - 野沢雅子
- 3年A組
  1. 相坂 さよ（あいさか さよ） - 西田麻衣
  2. 明石 裕奈（あかし ゆうな） - 山本真代
  3. 朝倉 和美（あさくら かずみ） - 近藤未穂子
  4. 綾瀬 夕映（あやせ ゆえ） - 大瀬あみ
  5. 和泉 亜子（いずみ あこ） - 藤本泉
  6. 大河内 アキラ（おおこうち アキラ） - 滝川結貴
  7. 柿崎 美砂（かきざき みさ） - 大島あすみ
  8. 神楽坂 明日菜（かぐらざか あすな） - 若月さら 少女・明日菜は神山未来
  9. 春日 美空（かすが みそら） - 長谷川静香
  10. 絡繰 茶々丸（からくり ちゃちゃまる） - 三枝万莉
  11. 釘宮 円（くぎみや まどか） - 市川円香
  12. 古 菲（クー フェイ） - 岡本紗里
  13. 近衛 木乃香（このえ このか） - 松永裕子
  14. 早乙女 ハルナ（さおとめ ハルナ） - 渡辺あゆみ
  15. 桜咲 刹那（さくらざき せつな） - 市川春樹（1 - 15時限目、26時限目）、西秋愛菜（16 - 25時限目）
  16. 佐々木 まき絵（ささき まきえ） - 河瀬ゆり
  17. 椎名 桜子（しいな さくらこ） - 香山碧
  18. 龍宮 真名（たつみや まな） - 樹里
  19. 超 鈴音（チャオ リンシェン） - 渡辺けあき
  20. 長瀬 楓（ながせ かえで） - 新井夕夏
  21. 那波 千鶴（なば ちづる） - 谷本安衣
  22. 鳴滝 風香（なるたき ふうか） - 片岡沙耶
  23. 鳴滝 史伽（なるたき ふみか） - 山本真菜香
  24. 葉加瀬 聡美（はかせ さとみ） - 内田りりこ
  25. 長谷川 千雨（はせがわ ちさめ） - 麻生夏子
  26. Evangeline A. K. McDowell（エヴァンジェリン・A・K・マクダウェル） - 桑江咲菜 レディ・エヴァ（大人の姿）は三輪ひとみ
  27. 宮崎 のどか（みやざき のどか） - 和川未優
  28. 村上 夏美（むらかみ なつみ） - 椋木えり
  29. 雪広 あやか（ゆきひろ あやか） - おおつか麗衣 少女・あやかは福原遥
  30. 四葉 五月（よつば さつき） - 清水芽衣
  31. Zazie Rainyday（ザジ・レイニーデイ） - 畠沢妙佳
- 高畑・T・タカミチ（たかはた・T・タカミチ） - ヒロシ
- 近衛 近右衛門（このえ このえもん） - 佐藤蛾次郎
- 源 しずな（みなもと しずな） - 及川奈央
- メルディアナ魔法学校長 - ミッキー・カーチス
- ナギ・スプリングフィールド - 高野八誠

## スタッフ
- 原作 - 赤松健「魔法先生ネギま!」（講談社『週刊少年マガジン』掲載）
- 総監督 - 金田龍
- プロデューサー - 森山敦、小河原修、石田幸一
- 音楽 - 佐藤泰将
- 音楽制作 - スターチャイルドレコード
- 音楽協力 - テレビ東京ミュージック
- シリーズ構成 - 荒川稔久
- 脚本 - 荒川稔久、林壮太郎、田中貴大
- アクション監督 - 阿部光男
- 監督 - 金田龍、原正之、阿部光男、小中和哉
- 制作 - ディープサイド
- 製作 - 魔法先生ネギま!製作委員会

## 主題歌

### オープニング
「Pink Generation」
作詞・作曲 - 伊秩弘将、編曲 - 佐久間誠
歌 - （下記）
- 麻帆良学園3-A生徒31人（第1話 - 第5話・第13話）
- 明日菜・木乃香・刹那（第6話 - 第8話）
- まき絵・千雨・あやか（第10話 - 第13話）
- pRythme（千雨・まき絵・夏美）（第14話 - 第24話）

「Yes!バカレンジャー!」（第9話）
作詞 - 荒川稔久、作曲・編曲 - 河合英嗣、歌 - 明日菜・まき絵・夕映・楓・古菲
「kIzuna」（第26話）
作詞 - 前田たかひろ、作曲・編曲 - 水島康貴、歌 - pRythme（千雨・まき絵・夏美）
第20話 - 第23話ではエンディングに使用された。

### エンディング
「つよくなーれ」（第1話 - 第8話・第10話）
作詞 - 森浩美、作曲・編曲 - 後藤次利、歌 - 明日菜・木乃香・刹那
「愛の使者は5つ星!」（第9話）
作詞 - C.Piece、作曲・編曲 - 河合英嗣、歌 - 明日菜・まき絵・夕映・楓・古菲
「Move On!」（第11話 - 第13話）
作詞・作曲 - 伊秩弘将、編曲 - 佐久間誠、歌 - まき絵・千雨・あやか
「ユウキノアジ!」（第14話 - 第19話・第24話）
作詞 - 前田たかひろ、作曲・編曲 - 水島康貴、歌：pRythme（千雨・まき絵・夏美）
「Endless Sky」（第25話）
作詞 - 岩里祐穂、作曲 - 梶浦由記、編曲 - 坂本昌之、演奏 - 弦一徹オーケストラ、歌 - A×K（明日菜・和美）

## サブタイトル
| 話数     | サブタイトル             | 放送日         | 監督     | 脚本     | エンドカード                                  | DVD      |
| -------- | ------------------------ | -------------- | -------- | -------- | --------------------------------------------- | -------- |
| 1時限目  | マギステル・ネギ・マギ   | 2007年 10月3日 | 金田龍   | 荒川稔久 | 明日菜&ネギ                                   | BOX1学期 |
| 2時限目  | オトメ・ノ・リョウイキ   | 10月10日       | 金田龍   | 林壮太郎 | 刹那&明日菜                                   | BOX1学期 |
| 3時限目  | ドギ・マギ・アイドル     | 10月17日       | 金田龍   | 荒川稔久 | ネギ&木乃香                                   | BOX1学期 |
| 4時限目  | コイ・スル・オトメ       | 10月24日       | 金田龍   | 林壮太郎 | 超                                            | BOX1学期 |
| 5時限目  | パッ・パラ・パパラッチ   | 10月31日       | 原正之   | 林壮太郎 | しずな                                        | BOX1学期 |
| 6時限目  | ユ・ラリ・ユラユラ       | 11月7日        | 原正之   | 林壮太郎 | さよ&和美                                     | BOX1学期 |
| 7時限目  | サン・ポ・テクテク       | 11月14日       | 金田龍   | 林壮太郎 | バカレンジャー （明日菜&楓&まき絵&夕映&古菲） | BOX1学期 |
| 8時限目  | スキ・キス・ドキドキ     | 11月21日       | 金田龍   | 林壮太郎 | ザジ                                          | BOX1学期 |
| 9時限目  | バ・カ・レンジャー       | 11月28日       | 阿部光男 | 林壮太郎 | 裕奈&美空                                     | BOX2学期 |
| 10時限目 | ヒミツ・ノ・デート       | 12月5日        | 阿部光男 | 林壮太郎 | 円&桜子&美砂                                  | BOX2学期 |
| 11時限目 | マギステル・ナギ・マギ   | 12月12日       | 金田龍   | 荒川稔久 | 亜子                                          | BOX2学期 |
| 12時限目 | エヴァ・イズ・レディ     | 12月19日       | 金田龍   | 荒川稔久 | アキラ                                        | BOX2学期 |
| 13時限目 | シズナ・ノ・ヲヘヤ       | 12月26日       | 原正之   | 林壮太郎 | カモ                                          | BOX2学期 |
| 14時限目 | マギステル・ネギ・コレ   | 2008年 1月9日  | 原正之   | 林壮太郎 | 学園長                                        | BOX2学期 |
| 15時限目 | コン・コン・スポコン     | 1月16日        | 原正之   | 林壮太郎 | 古菲&超&五月                                  | BOX2学期 |
| 16時限目 | ユメ・ミル・キカイ       | 1月23日        | 原正之   | 田中貴大 | まき絵                                        | BOX2学期 |
| 17時限目 | カガミ・ヨ・カガミ       | 1月30日        | 小中和哉 | 田中貴大 | 夏美&千鶴                                     | BOX2学期 |
| 18時限目 | ヤキ・モキ・コイガタキ!? | 2月6日         | 小中和哉 | 荒川稔久 | 茶々丸・エヴァ                                | BOX3学期 |
| 19時限目 | サク・サク・タンサク     | 2月13日        | 小中和哉 | 林壮太郎 | あやか&千雨                                   | BOX3学期 |
| 20時限目 | ドギ・マギ・アダルト     | 2月20日        | 金田龍   | 林壮太郎 | 高畑                                          | BOX3学期 |
| 21時限目 | シル・シル・ヒミツ       | 2月27日        | 小中和哉 | 荒川稔久 | 真名                                          | BOX3学期 |
| 22時限目 | アルヨ・ノ・デキゴト     | 3月5日         | 原正之   | 田中貴大 | 風香&史伽                                     | BOX3学期 |
| 23時限目 | カレ・トノ・オモイデ     | 3月12日        | 小中和哉 | 林壮太郎 | 聡美&茶々丸                                   | BOX3学期 |
| 24時限目 | トケ・ナイ・アクム       | 3月19日        | 金田龍   | 荒川稔久 | 夕映&ハルナ&のどか                            | BOX3学期 |
| 25時限目 | ホン・トノ・マホウ       | 3月26日        | 金田龍   | 荒川稔久 | 3-A生徒31人                                   | BOX3学期 |
| 26時限目 | ショウ・マスト・ゴーオン | 未放送話       | 原正之   | 林壮太郎 | ネギ                                          | BOX3学期 |

## 放送局
| 放送地域       | 放送局         | 放送期間                      | 放送日時           |
| -------------- | -------------- | ----------------------------- | ------------------ |
| 関東広域圏     | テレビ東京     | 2007年10月4日 - 2008年3月27日 | 水曜 25:20 - 25:50 |
| 大阪府         | テレビ大阪     | 2007年10月4日 - 2008年3月27日 | 水曜 25:20 - 25:50 |
| 愛知県         | テレビ愛知     | 2007年10月4日 - 2008年3月27日 | 水曜 25:28 - 25:58 |
| 福岡県         | TVQ九州放送    | 2007年10月7日 - 2008年3月30日 | 日曜 26:45 - 27:15 |
| 北海道         | テレビ北海道   | 2007年10月8日 - 2008年3月31日 | 月曜 25:30 - 26:00 |
| 岡山県・香川県 | テレビせとうち | 2007年10月10日 - 2008年4月3日 | 水曜 25:48 - 26:18 |

## ラジオ
まほらカルトクイズ!
パーソナリティ - 片岡沙耶（鳴滝風香役）、山本真菜香（鳴滝史伽役）
更新日 - 毎月最終の水曜日（配信終了）
あなたがプロデューサー!（仮）
パーソナリティー - 藍原みほ（朝倉和美役）
更新日 - 隔週水曜日（配信終了）
Voice from pRythme
パーソナリティー - 麻生夏子（長谷川千雨役）、河瀬ゆり（佐々木まき絵役）、椋木えり（村上夏美役）
更新日 - 隔週金曜日（配信終了）
ざ・まほらNEWS
パーソナリティー - 藍原みほ〔旧名：近藤未穂子〕（朝倉和美役）
更新日 - 毎週水曜日（配信終了）
ちうの☆ぴょんぴょんRADIO SHOW!
パーソナリティ - 麻生夏子（長谷川千雨役）
更新日 - 毎週金曜日（配信終了）

## 関連商品
- 「MAGISTER NEGI MAGI 魔法先生ネギま!」 ドラマ版 VISUAL BOOK1（2007年9月28日、音楽専科社）
- 「TVドラマ 魔法先生ネギま! Character Song Collection 『31'S LOVE』」（2007年11月21日、キングレコード株式会社）

## イベント
- 製作発表会（2007年9月1日、Shibuya O-East）
- ライブ収録（2007年9月1日、Shibuya O-East）
- 麻帆良学園学外ライブin SHUBUYA-AX（2007年11月27日、SHIBUYA-AX）
- 野外音楽祭Vol.1〜バカレンジャー参上〜（2007年12月1日、サンストリート亀戸 マーケット広場）
- 麻帆良学園社会科見学 〜ハジメテ・ノ・コミケ〜（2007年12月30日、東京ビッグサイトスターチャイルドブース）
- 野外音楽祭Vol.2〜1学期始業式〜（2008年2月2日、サンストリート亀戸マーケット広場）
- DVD-BOX 1学期発売記念 麻帆良学園3-A in とらのあな（2008年2月3日、コミックとらのあな 秋葉原1号店 7F）
- 野外音楽祭 vol.3 〜2学期学園祭〜（2008年3月29日、サンストリート亀戸マーケット広場）
- DVD-BOX 2学期発売記念 麻帆良学園3-A in とらのあな（2008年3月30日）
- 魔法先生ネギま! 部（仮）タブルイベント（2008年4月12日、SHIBUYA-AX）